# Темерсон, Жан
Люсьен Жан Темерсон (известный как Жан Темерсон) (Lucien Jean Temersohn - Jean Temerson) (12 июня 1898 года, Париж – 9 августа 1956 года, там же) – французский актёр.

## Биография
Отец Темерсона, Майер Темерсон был родом из города Плоцка (к западу от Варшавы), бывшего частью Российской империи. Отец работал шляпником на улице Розье.
Люсьен Темерсон родился 12 июня 1898 года в 4-м округе Парижа. У него было два брата: Жюльен и Луи и две сестры: Алиса и Люси. В апреле 1917 года был призван в авиацию, но в июле следующего года получил отставку в связи с базедовой болезнью. Работал слесарем и токарем в мастерской отца. Благодаря связям с братьями в обществе «Жан Темерсон и сыновья» (Les fils de M. Temersohn), занимающемся торговлей бельём и тканями, он открыл магазин рубашек, но в связи с занятостью в качестве актёра-любителя был вынужден закрыть магазин. После этого Темерсон решительно отошёл от всякой коммерческой деятельности и всецело посвятил себя увлечению театром. Он вступил в труппу Le Coryphée (Корифей) Франца Дарже. Вскоре, в 1936 году он впервые снялся в кино. Темерсон пользовался большой популярностью, но его карьера резко оборвалась из-за объявления войны и последствий перемирия с гитлеровской Германией. Темерсон исповедовал иудейскую веру и режим Виши фактически лишил его французского гражданства и запретил ему работать. Превратившись в негражданина он покинул Париж и перебрался в свободную (неоккупированную зону) и после вторжения в зону германских войск в ноябре 1942 года перешёл на нелегальное положение (ушёл в подполье). В 1945 году он снова возобновил работу в театре и в кино.
Темерсон был холостяком. Он умер после операции в больнице Тенон в 20-м округе Парижа 9 августа 1956 года и был похоронен в склепе семьи Темерсон на парижском кладбище Банё (3-й район).
Темерсон удостоился награды Орден Академических пальм (степень офицера) по указу министра народного просвещения от 4 июня 1939 года.

## Роли в театре
- 1919 : Écho et Narcisse, комедия в одном действии на стихи Alfred Poizat,  театр Елисейских полей (28 mai) : Silvius[9]
- 1921 : La Poncella de Francia, пьеса Лопе де Вега, адаптация на французский язык Camille Le Senne и Léon Guillot de Saix, в théâtre Récamier (1-е марта) : Bedford[10]
- 1923 : Marie de Magdala, пьеса на библейскую тему Уилфрида Лукаса, в ратуше 6-го округа Парижа (15 апреля)[11]
- 1923 : Les Polichinelles, пьеса в четырёх действиях Анри Бека, Осенний салон (1-е декабря)[12]
- 1930 : «Андромаха», трагедия в пяти действиях Жана Расина, Cinéma-Pathé в Сен-Дени (30 апреля)[13]
- 1932 : Ифигения, трагедия в пяти действиях Жана Расина в средневековом театре г. Провен (12 июня)
- 1934 : L'Habitude, или Vingt ans de captivité, пьеса в одном действии André Paysan, театр Елисейских полей (9 ноября) : M. Debord
- 1935 : Le Chrysanthème blanc, китайская комедия в одном действии Lucie Paul-Margueritte, в théâtre Albert 1er (26 марта) : Mao
- 1935 : Embrassez-moi, пьеса в трёх действиях Тристана Бернара, Ива Миранда и Gustave Quinson,  Театр Пале-Рояль (30 июля) : Joseph
- 1935 : Un chèque important, пьеса в одном действии Тристана Бернара, théâtre Albert 1er (25 апреля) : Constantin Leptos[14]
- 1936 : Le Saphir, пьеса в одном действии Armand Somès, théâtre Antoine (7 февраля)
- 1936 : Europe, пьеса в трёх действиях на стихи Maurice Rostand, театр Пале-Рояль (19 февраля) : Бисмарк / Samovar
- 1936 : La vie est si courte..., комедия в трёх действиях и пяти картинах Léopold Marchand, постановка Jacques Baumer, théâtre Pigalle (18 апреля) : Jean, le valet de chambre
- 1936 : La Marseillaise, пьеса в одном действии на стихи Émile Ripert и Gaston Picard, на Радио Париж (28 июня)
- 1936 : 14 juillet, пьеса Ромена Роллана, музыка Дариюс Мийо, в Alhambra (13 июля)
- 1936 : Bertrand de Born, героическая комедия в десяти картинах Jean Valmy-Baysse, музыка Darius Milhaud, Театр в Араузионе (2 августа) : Cornils
- 1936 : Tout le monde descend, пьеса в трёх действиях Jean Guitton, театр Пале-Рояль (октябрь) : le valet de chambre
- 1936 : Zizippe, комедия-водевиль в трёх действиях Charles Méré, театр Пале-Рояль (7 ноября)
- 1937 : Ubu enchaîné, пьеса в одном действии Альфред Жарри, au théâtre d'essai de l'Exposition universelle de 1937 (23 сентября) : le Père Ubu[15]
- 1937 : La Femme de César, пьеса в 8 картинах Анри Клерка, в Cercle des Escholiers (декабрь)
- 1938 : Le Monde à l'envers, комедия Роже Фердинанда и Жака Дарьё по рассказу Жоржа Долли в théâtre de l'Étoile (4 февраля) : le syndic[16]
- 1938 : Matinée de soleil, одноактная пьеса Серафина Кинтеро, перевод Жана Кампа, на радио Tour Eiffel (14 августа)
- 1947 : Une mort sans importance, комедия-фарс в 3 актах и 4 картинах Ивана Ноэ и Пьеретт Кэйлоль, постановка Ивана Ноэ théâtre de la Potinière (октябрь) : Arthur
- 1948 : Peter Schlemihl, пьеса в 3 актах по фантастическому рассказу Адельберта фон Шамиссо, французская адаптация Пола Жилсона, на Radiodiffusion française (25 декабря)
- 1950 : Bobosse, комедия в 3 актах и 4 картинах Андре Руссёна, постановка автора, в Королевском парковом театре в Брюсселе (9 февраля), в théâtre des Célestins в Лионе (18 февраля) и в  théâtre de la Michodière в Париже (14 марта) : un agent
- 1953 : Demeure chaste et pure, комедия в 3 актах по пьесе Джорджа Аксельрода The Seven Year Itch, французская адаптация и постановка Жака Деваля, в théâtre Édouard VII (30 сентября) : le docteur Boorbaker
- 1955 : Le Troisième Jour Ладисласа Фодора, постановка Виктора Франсена, в théâtre des Ambassadeurs

## Роли в кино
- 1936 : L'Amant de Madame Vidal режиссёр André Berthomieu : Guillaume, le domestique
- 1936 : Avec le sourire режиссёр  Морис Турнёр : Cam
- 1936 : Blanchette режиссёр  Pierre Caron
- 1936 : Le Revenant - court métrage -
- 1937 : Алиби, режиссёр Пьер Шеналь : Jojo, l'ami de Dany
- 1937 : Boulot aviateur, режиссёр Maurice de Canonge
- 1937 : Le Messager режиссёр  Реймон Руло : le maître d'hôtel
- 1937 : Пепе ле Моко, режиссёр Жюльен Дювивье : Gravère
- 1937 : Ramuntcho (film, 1937) режиссёр  René Barberis : Salaberry
- 1937 : Rendez-vous Champs-Élysées режиссёр  Jacques Houssin
- 1937 : La Chaste Suzanne режиссёр  André Berthomieu : Alexis
- 1937 : Prince de mon cœur режиссёр Jacques Daniel-Norman : Tsoupoff, le chambellan
- 1937 : Le Gagnant режиссёр Ив Аллегре - moyen métrage -
- 1938 : Les Deux combinards режиссёр Jacques Houssin : Ernest, le larbin
- 1938 : Le Révolté режиссёр Léon Mathot et Robert Bibal : Blotaque
- 1938 : Le Danube bleu режиссёр Emile-Edwin Reinert : Alexander
- 1938 : Alerte en Méditerranée режиссёр Léo Joannon : Le docteur Laurent
- 1938 : Le Capitaine Benoît режиссёр Maurice de Canonge : Tripoff, le touriste
- 1938 : Mon oncle et mon curé режиссёр Pierre Caron : le chauffeur
- 1938 : Quand le cœur chante режиссёр Bernard Roland - court métrage -
- 1938 : Les Cinq Sous de Lavarède режиссёр Maurice Cammage : Tartinovitch
- 1938 : La Piste du sud режиссёр Pierre Billon : Chailloux
- 1938 : Barnabé режиссёр Alexandre Esway : Firmin
- 1938 : Éducation de Prince режиссёр Alexandre Esway : Hector, le valet de chambre
- 1938 : Le Joueur d'échecs режиссёр Жан Древиль : Stanislas, le roi de Pologne
- 1939 : Monsieur Brotonneau режиссёр Alexandre Esway : L'huissier
- 1939 : Le Bois sacré режиссёр Léon Mathot : L'huissier
- 1939 : Pièges режиссёр Роберт Сиодмак : l'inspecteur batal
- 1939 : Raphaël le tatoué режиссёр Кристиан-Жак : Monsieur Chromo
- 1939 : Berlingot et compagnie режиссёр Fernand Rivers : Donnadieu
- 1939 : Les Gangsters du château d'If режиссёр René Pujol : Papalouche
- 1940 : Monsieur Hector режиссёр Maurice Cammage : Le baron Grondin
- 1940 : Le Président Haudecœur режиссёр Jean Dréville : Capet
- 1940 : Soyez les bienvenus режиссёр Жак де Баронселли
- 1941 : Volpone, режиссёр Морис Турнёр : Voltore, le notaire
- 1945 : Les Malheurs de Sophie режиссёр Жаклин Одри : Le policier
- 1945 : Une femme coupée en morceaux режиссёр Yvan Noé
- 1946 : L'Ennemi sans visage режиссёр Maurice Cammage и Robert-Paul Dagan : Hector, le valet
- 1946 : On ne meurt pas comme ça режиссёр Jean Boyer : Le commissaire
- 1946 : Петушиное сердце режиссёр Морис Клош : Stanislas Pugilaskoff
- 1947 : Cargaison clandestine режиссёр Alfred Rode
- 1947 : Si jeunesse savait режиссёр André Cerf : Fred
- 1947 : Une mort sans importance режиссёр Yvan Noé : Arthur
- 1948 : L'Armoire volante режиссёр Carlo Rim : Le deuxième habitué
- 1948 : Манон, режиссёр Анри-Жорж Клузо : Le portier du "Magic"
- 1949 : Фантомас против Фантомаса, режиссёр Робер Верне : Le président du consortium du marché noir
- 1949 : Miquette et sa mère режиссёр Анри-Жорж Клузо : Saint-Giron, un comédien
- 1949 : L'Atomique Monsieur Placido режиссёр Robert Hennion : Un maître d'hôtel
- 1949 : Tête blonde режиссёр Maurice Cam
- 1950 : Véronique режиссёр Робер Верне : Maître Corbin
- 1950 : Sans tambour ni trompette режиссёр Roger Blanc
- 1950 : Le Gang des tractions-arrière режиссёр Jean Loubignac
- 1950 : La Belle que voilà режиссёр Жан-Поль ле Шануа : Théophile
- 1950 : Dominique режиссёр Yvan Noé
- 1950 : Coq en pâte режиссёр Carlo Felice Tavano
- 1951 : Le Cap de l'espérance режиссёр Раймон Бернар : Le docteur Pagolos
- 1952 : Bacchus mène la danse режиссёр Jacques Houssin (фильм незакончен)
- 1954 : Большая игра, режиссёр Роберт Сиодмак : Ксавье Нобле
- 1954 : Королева Марго, режиссёр Жан Древиль : L'aubergiste de "La belle étoile"
- 1954 : Граф Монте-Кристо, режиссёр Робер Верне: Людовик XVIII
- 1955 : Дьяволицы, режиссёр Анри-Жорж Клузо : Le garçon d'hôtel

## Комментарии
1. ↑  Обе фамилии произносятся одинаково, но актёр предпочёл для своего псевдонима демонстративно корректный вариант.